# Décomposition des idéaux premiers
En théorie algébrique des nombres, le théorème fondamental de l'arithmétique, valable sur les entiers relatifs, peut ne plus être vrai si on considère des entiers algébriques à la place. Toutefois, la théorie des anneaux de Dedekind montre que ce théorème peut être remplacé par un résultat plus faible : l'existence et l'unicité de la factorisation des idéaux premiers.
Une extension (finie) de corps de nombres (algébriques ou p-adiques, donc de caractéristique nulle) L/K étant donnée, la question de la décomposition des idéaux premiers (ou ramification des idéaux premiers) dans l'extension est : quelle est la factorisation dans OL (l'anneau des entiers algébriques de L) d'un idéal premier de OK ?
Après l'étude de la ramification en chaque idéal premier considéré isolément, il est souvent intéressant de considérer les propriétés de ramification comme des propriétés sur l'extension considérée : ceci mène aux notions d'extension ramifiée et non ramifiée ou d'extension décomposée.

## Premières définitions
Plus précisément, soit I un idéal premier non nul (c.-à-d. un idéal maximal) de OK. Alors, il existe des idéaux premiers Ji de OL tels que :
{\displaystyle I{\mathcal {O}}_{L}=\prod _{i=1}^{g}J_{i}^{e_{i}}}
Les idéaux Ji sont dits appelés idéaux premiers de OL au-dessus de I. On emploie la terminologie suivante :
- L'idéal I est dit décomposé si g > 1. (Dans le cas d'un corps de nombres p-adiques, comme l'anneau d'entiers est local, I n'est jamais décomposé.)
- Il est dit ramifié si les exposants ei — appelés indices de ramification — ne sont pas tous égaux à 1.

## Relation fondamentale
La factorisation écrite ci-dessus suit la loi suivante :
{\displaystyle n=[L:K]=\sum _{i=1}^{g}e_{i}f_{i}}
où n = [L:K] désigne le degré de l'extension considérée et fi = [li:k], appelé degré d'inertie ou degré résiduel est le degré de l'extension des corps résiduels k = OK/IOK et li = OL/JiOL.
L'idéal I est alors dit :
- totalement ramifié s'il n'est pas décomposé et si le (seul) degré d'inertie est 1 : {\displaystyle I{\mathcal {O}}_{L}=J^{n}} ;
- totalement décomposé s'il est non ramifié et si tous les degrés d'inertie valent 1 : {\displaystyle I{\mathcal {O}}_{L}=J_{1}...J_{n}}.

Note de vocabulaire : Ne pas confondre le terme décomposition de {\displaystyle I} dans une extension (ce qui est la formule {\displaystyle I{\mathcal {O}}_{L}=\prod _{j}J_{i}^{e_{i}}} précédente)
avec le fait que l'on dit aussi que si le degré résiduel {\displaystyle f_{i}} de {\displaystyle J_{i}} (supposé non ramifié) est égal à 1 on dit que {\displaystyle J_{i}} est décomposé dans {\displaystyle L/K}. Voir l'interprétation Galoisienne ci-dessous, le cas non Galoisien étant très délicat.

## Sur les extensions
Une extension est dite extension non ramifiée si aucun idéal premier ne ramifie. Elle est dite extension totalement décomposée si chaque idéal premier y est totalement décomposé. Il sera souvent intéressant de considérer des extensions non ramifiées sauf pour un nombre spécifié d'idéaux : par exemple, on dira souvent par abus de langage qu'une extension L/K est non ramifiée en dehors de p si les idéaux premiers de K, au-dessus de l'idéal premier de l'anneau des entiers relatifs engendré par p (c'est-à-dire au-dessus de p), sont les seuls à être éventuellement ramifiés dans L/K. De même, une extension est p-décomposée si tous les idéaux de K au-dessus de p sont totalement décomposés dans L/K.
Le corps de classes de Hilbert d'un corps de nombres est par exemple l'extension abélienne non ramifiée maximale de ce corps. La théorie des corps de classes permet d'étudier en profondeur de telles extensions.

## Calcul
Pour calculer effectivement la décomposition (degrés d'inertie, indices de ramification, et idéaux au-dessus), il faut se ramener à nouveau aux corps résiduels. Plus précisément, pour un idéal premier, dont on suppose de plus qu'il est premier au conducteur de l'anneau OK[t], où t est un générateur de l'extension L/K (c'est-à-dire L=K(t)), on obtient :

### Théorème
Soit {\displaystyle L=K(t)} une extension finie de corps de nombres, {\displaystyle P} le polynôme minimal de t dans {\displaystyle {\mathcal {O}}_{K}[X]}, et {\displaystyle I} un idéal premier de K, qui soit premier au conducteur de {\displaystyle {\mathcal {O}}_{K}[t]}. Si :
{\displaystyle {\overline {P}}={\overline {P_{1}}}^{e_{1}}\dots {\overline {P_{g}}}^{e_{g}}}
est la factorisation en polynômes irréductibles de l'image du polynôme P dans l'anneau de polynômes (à coefficients dans le corps résiduel, fini) {\displaystyle {\mathcal {O}}_{K}/I{\mathcal {O}}_{K}[X]}, alors, on a :
{\displaystyle I{\mathcal {O}}_{L}=J_{1}^{e_{1}}\dots J_{g}^{e_{g}}}
où {\displaystyle J_{i}=I{\mathcal {O}}_{L}+P_{i}(t){\mathcal {O}}_{L}}, pour {\displaystyle P_{i}} un relevé du polynôme {\displaystyle {\overline {P}}_{i}} dans {\displaystyle {\mathcal {O}}_{K}[X]}.

### Remarques
Il existe des algorithmes de factorisation des polynômes dans les corps finis, donc le calcul des décompositions des idéaux premiers est possible. Toutefois, les calculs deviennent rapidement impraticables quand le degré de l'extension augmente.